# Palacio de Santa Bárbara
El palacio de Santa Bárbara (denominado también palacio del Conde de Villagonzalo) es una casa-palacio ubicada en la frente sur de la plaza de Santa Bárbara de Madrid. Fue diseñado por Juan de Madrazo y Kuntz en pleno periodo de moda de la denominada arquitectura isabelina en la capital. Inspirado en las ideas estéticas de Viollet-le-Duc (expuestas en su obra Entretiens sur l'architecture). Fue un encargo directo del conde de Villagonzalo que lo habitó hasta finales del siglo XIX, tras heredar de Casimiro de Ustáriz, I marqués de Ustáriz la manzana donde se construyó el edificio.